# Robin Curtisová
Robin Curtisová (* 15. června 1956 New York Mills, New York) je bývalá americká herečka.
Svoji hereckou kariéru začala v roce 1981, kdy se objevila v některých seriálech nebo televizních filmech. První velkou rolí byla postava vulkánského podporučíka Saavik ve sci-fi filmu Star Trek III: Pátrání po Spockovi (1984), kde nahradila Kirstie Alleyovou, jež ztvárnila Saavik v předchozím snímku. Curtisová si tuto roli zopakovala i v následujícím filmu Star Trek IV: Cesta domů (1986). V průběhu 80. let 20. století dále hostovala např. v seriálech Knight Rider nebo MacGyver. Ve Star Treku se objevila ještě v roce 1993 ve dvojdílné epizodě „Gambit“ seriálu Star Trek: Nová generace (postava Vulkánky T'Paal), kromě toho hostovala i v dalším sci-fi seriálu Babylon 5. V průběhu 90. let byla obsazován do menších rolí v některých filmech či seriálech. Od roku 2004 pracuje jako realitní agentka.